# Stella (Goethe)

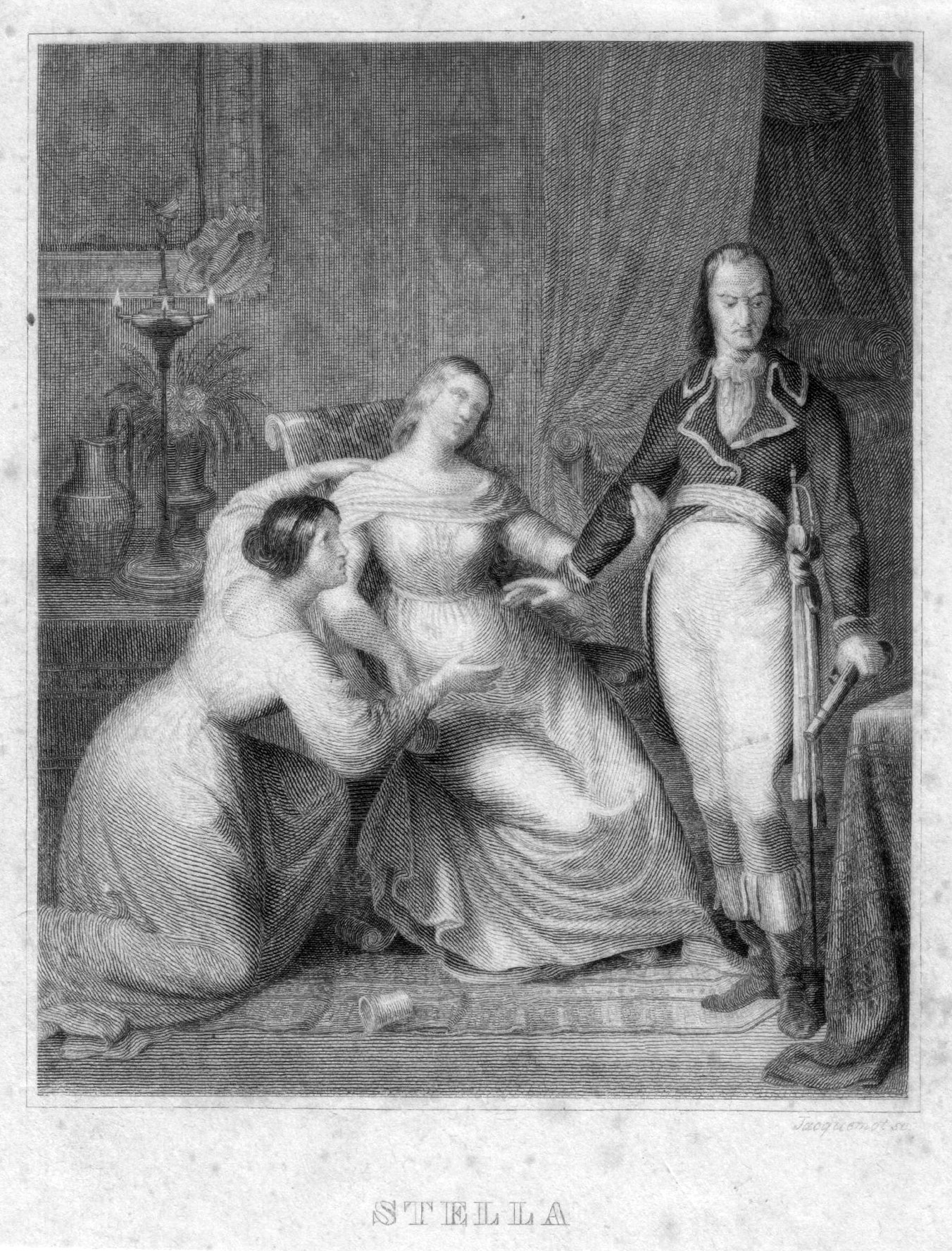

Stella ist ein Trauerspiel in fünf Akten von Johann Wolfgang von Goethe. In den Jahren 1803 bis 1805 aus der Erstfassung von 1775 hervorgegangen, kam das Stück am 15. Januar 1806 in Weimar zur Uraufführung. Der Druck lag 1816 vor.

## Handlung
Erster Akt
Cäcilie trifft mit ihrer Tochter Lucie im Wohnort der Frau Baronesse Stella ein. Der Grund: Die Reisenden hoffen auf eine Anstellung Lucies bei Stella. Vor der ersten Begegnung mit Stella erfahren die beiden Damen von der mitteilsamen Postmeisterin bereits einiges über die Baronesse. Vor acht Jahren kauften die Herrschaften das Rittergut am Ort. Die Baronesse, schön wie ein Engel war damals blutjung, nicht älter als sechzehn Jahr. Ihr Kind starb ihr bald. Auf einmal hieß es: „Der gnädige Herr ist fort.“ Es wird gemunkelt, sie seien niemals getraut gewesen und er solle sie entführt haben. Die Reisenden gehen auf ihr Zimmer.
Der Offizier Fernando kommt, wie es der Zufall will, vom Kriegsschauplatz angereist. Er half die sterbende Freiheit der edeln Korsen unterdrücken. Nun monologisiert er: Stella! Ich komme! Fühlst du nicht meine Näherung? Zufällig ist nur das beinahe gleichzeitige Eintreffen der drei Reisenden. Fernando hat seinen Reisegrund, als er bei seinem ersten Auftritt zu sprechen anhob, gleich mitgeteilt. Lucie kommt zu Tisch herunter, und die Mutter bleibt auf dem Zimmer. Bei Tisch begegnet Lucie Fernando. Anteil nehmend erfährt er während der Mahlzeit von dem jungen Mädchen, weshalb sie vor Ort ist und was sie beabsichtigt. Lucie ist von dem Gesprächspartner eingenommen: Das ist ein wunderbarer Mensch!
Zweiter Akt
Lucie und Cäcilie machen ihren Antrittsbesuch bei Stella. Cäcilie muss aus Stellas Mund von dem toten Kind Mina erfahren, von Stellas gräßlicher Verzweiflung. Stella führt Cäcilie und Lucie in ihr Kabinett, weil sie dem Besuch das Porträt des Kindesvaters zeigen möchte. Cäciliens Blick fällt auf das Bildnis, und ihr entfährt ein Gott! Cäcilie hat ihren Ehegatten Fernando, der sie und Lucie verließ, erkannt. Auch Lucie kommt der Porträtierte sehr bekannt vor: Ich muß Ihnen sagen, heut aß ich drüben mit einem Offizier im Posthause, der diesem Herrn gleicht. – O er ist es selbst!
Stella kann es kaum glauben und ist benommen vor Glück. Sie möchte allein sein bis zur Ankunft des Geliebten und schickt die Besucher fort.
Unter vier Augen muss Cäcilie der Tochter gestehen: Der Erwartete – Geliebte! – Das ist mein Gemahl! – Es ist dein Vater! Das ist nun der zweite Zufall – Lucie hat ausgerechnet bei der Geliebten des Vaters, auch noch unterstützt von der Mutter, um Beschäftigung nachgesucht. Cäcilie, die gute Seele, möchte auf der Stelle heraus aus dem Zentrum des Trauerspiels, möchte die Flucht ergreifen – möglichst weit fort mit der nächsten Extrapost.
Dritter Akt
Stella fällt Fernando um den Hals und ruft: Lieber! – du warst lange weg! – Aber du bist da! Sie ist so grenzenlos glücklich, aber dann auch ein wenig realistisch: Nicht wahr, ich bin älter worden? Nicht wahr, das Elend hat die Blüte von meinen Wangen gestreift. Doch ihr Geliebter ist gekommen. Das ist ein Glück. Aber da ist noch die Wirklichkeit. Stella, der Engel, das schöne, mit sich selbst und der Welt unbekannte Kind wurde von Fernando auf das Rittergut verschleppt und einfach allein gelassen. Stella vergibt: Gott verzeih dirs, der dich so gemacht hat – so flatterhaft und so treu! Nun, treu ist Fernando gerade nicht, aber Stella ist genau so eine treue Seele wie Cäcilie. Nur mit dem eigenen Glück beschäftigt, hat sie die beiden Bittstellerinnen fort gewiesen. Nun besinnt sie sich. Fernando soll es richten: Rede mit ihnen, Fernando! – Eben jetzt! jetzt! – Mache, daß die Mutter herüberkommt.
Fernando will die Mutter wirklich herüberholen und muss erkennen, dass er seine Ehefrau Cäcilie vor sich hat. Dieser Erkennungsprozess geht nicht so schnell über die Bühne. Mit ihm geht die Geschichte der gescheiterten Ehe einher. Er ist durchsetzt von Selbstvorwürfen der Ehefrau. Cäcilie sei keine unterhaltende Gesellschafterin gewesen… Er [Fernando] ist nicht schuldig! Doch Fernando, der flatterhafte, bekennt sich schuldig. Und der fesche Militär geht noch einen Schritt weiter: Nichts, nichts in der Welt soll mich von dir trennen. Ich habe dich wieder gefunden. Cäcilie muss lapidar konstatieren: Gefunden, was du nicht suchtest! Als sich dann noch Lucie dem wieder gefundenen Vater an den Hals wirft, scheint die Entscheidung gefallen zu sein. Fernando möchte Stella verlassen und mit den Seinen reisen: Ich will mich von ihr [Stella] losmachen.
Vierter Akt
Das Losmachen ist nun wieder schwierig für Fernando. Stella erwartet den Geliebten sehnsüchtig. Fernando kommt und rückt nicht mit der Wahrheit heraus, sondern sagt zu Stella: Die Alte [Cäcilie] ist eine brave Frau;… sie will fort. Fernando schenkt Stella keinen reinen Wein ein.
Doch Cäcilie hat Fernandos Wort für bare Münze genommen und drei Plätze in der Postkutsche bestellt. Nun sitzt man auf gepackten Koffern und wartet auf Fernando; schickt nach ihm aus. Und da kann dann der Zauderer Fernando nicht anders:
Stella, die du mir alles bist! Stella! Ich verlasse dich!
ruft er kalt. Stella fällt in Ohnmacht. Lucie und Cäcilie sehen nach dem Rechten. Als Stella wieder zu sich kommt, sagt ihr Cäcilie: Ich bin – ich bin sein Weib! Stella macht sich Vorwürfe, weil sie Lucie den Vater und Cäcilie den Gatten geraubt, gesteht sich aber dann, dass sie unschuldig ist. Trotzdem zerreißt es ihr das Herz, sie fährt mit einem Schrei zusammen und entflieht.
Fünfter Akt
Stella schwankt zwischen Hass und Liebe: Ich hasse dich!… Liebster! Liebster! Fernando sitzt in der Zwickmühle: diese drei besten weiblichen Geschöpfe der Erde – elend durch mich – elend ohne mich! – Ach, noch elender mit mir! Da hilft auch der Problemlösungsversuch Cäciliens nicht mehr. Lucie teilt der Mutter mit, dass Stella wahrscheinlich Gift genommen habe. Als dann Fernando Stellas Auftritt erlebt und ihr Ich bin am Ende vernimmt, zieht er sich zurück und erschießt sich. Stella sinkt hin und stirbt.

## Erstfassung

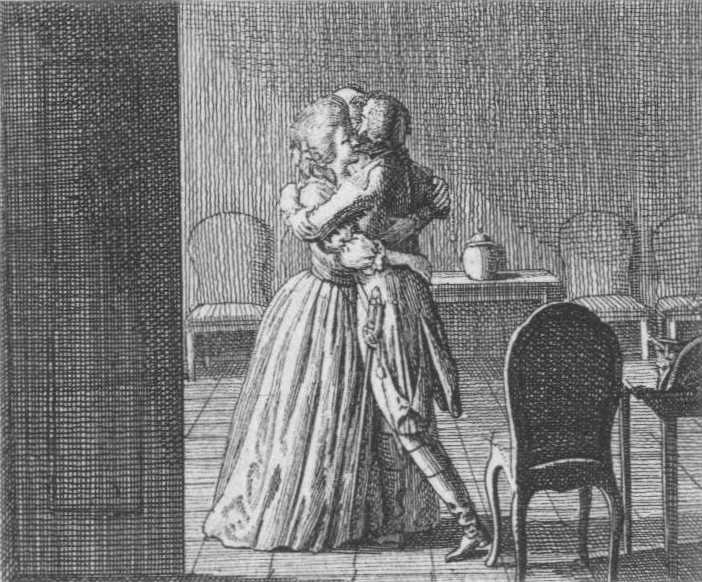
Titelvignette zu Goethe’s Stella. Zur Schlussszene. Cäcilie führt Stella dem Fernando wieder zu. Kupferstich von Daniel Chodowiecki

Die Erstfassung heißt „Stella. Ein Schauspiel für Liebende in fünf Akten“. Goethe beendet die Niederschrift im April 1775. Das Stück wurde am 8. Februar 1776 in Hamburg uraufgeführt und im selben Jahr gedruckt.
Die erste Fassung unterscheidet sich von der zweiten im Finale. Zwar sterben Stella und Fernando im Trauerspiel von 1806 nicht den gemeinsamen Liebestod, doch sie verüben – jeder für sich – Selbstmord mit Gift bzw. mit einer Handfeuerwaffe. Vollkommen anders ging die Geschichte noch im Jahr 1775 aus. Der junge Goethe gestattete sich eine polygame Version, die den sittenstrengeren Bürgern unter dem Publikum nicht behagte. Cäcilie hatte hier die Idee, es dem Grafen Ernst von Gleichen gleichzutun, der mit päpstlicher Genehmigung eine Doppelehe führte. Als der Vorhang fällt, wollen Stella, Cäcilie und Fernando gemeinsam mit Lucie zusammen bleiben nach dem Motto eine Wohnung, ein Bett und ein Grab.

## Stoff
Goethe war von der Geschichte des Ritters von Gleichen inspiriert worden. Sein Grabstein im Erfurter Dom zeigt den Ritter mit zwei Frauen. Nach der Sage war der Ritter im Verlaufe des Kreuzzuges in Gefangenschaft geraten. Eine Sultanstochter verliebte sich in ihn, ermöglichte ihm die Freiheit und floh mit ihm nach Thüringen. Sein kleines Problem, neben der Angetrauten auch noch seine Retterin zur Seite zu haben, löste er durch erfolgreiche Bitte um Legitimation durch den Hl. Stuhl.
Trotz völlig unterschiedlicher sozialer Stellung gibt es Analogien zwischen der Figur Stellas und Gretchen aus Goethes Faust.

## Selbstzeugnisse
„Dass Sie meine Stella so lieb haben ist mir unendlich werth, … Es ist nicht ein Stück für jedermann.“

„Meine Stella ist ankommen gedruckt, sollst auch ein Exemplar haben.“

„Er [Goethe] sprach … über Stella, deren früherer Schluß durchaus keiner gewesen, nicht consequent, nicht haltbar, eigentlich nur ein Niederfallen des Vorhangs.“

## Rezeption
Der glückliche Ausgang der ersten Fassung des Dramas, in dem Fernando belohnt statt bestraft wird, führte bei den meisten Zeitgenossen zu Unverständnis. Das Stück wurde ausschließlich nach damaligen sozialmoralischen Kriterien beurteilt. Wie der „Werther“ widersprach es dem aufklärerischen Konzept einer Erziehung durch Literatur, die Gefühlserregungen durch ästhetische Sinnlichkeit nur als didaktisches Mittel zur Moralisierung des Handelns zuließ. Nach der Erstaufführung kam es daher zu Aufführungsverboten.
Zu den Kritikern der ersten Fassung gehörte auch der durch den Fragmentenstreit mit Lessing bekannte Hamburger Pastor Johann Melchior Goeze, der die Gefahr der Nachahmung des Handelns der Akteure im Blick hatte: „Nach seiner (Goethe) Moral gehört vermutlich das, was die Rechte malitiosam desertationem (‚böswilliges Verlassen‘) nennen, und was die heil. Schrift unter dem Nahmen der Hurerey und des Ehebruchs verdamt, zur edlen Freyheit der Menschen, und Liebende können, wenn sie es nur recht anzufangen wissen, solche als Mittel gebrauchen, den süßen Genuß der Freude dieses Lebens, auf eine recht hohe Stufe zu treiben.“
Allerdings gab es auch positive Reaktionen. Im Kontext der Epoche der Empfindsamkeit hatte sich eine Rezeptionshaltung herausgebildet, die von der Kunst nicht mehr in erster Linie moralische Belehrung, sondern vor allem die Erregung von Empfindungen erwartete. Wie schon der Untertitel des Stückes anklingen ließ („Ein Schauspiel für Liebende“), verstünden nur Sensible, nicht aber Verstandesmenschen „die überschwenglichen Schönheiten dieses Stücks“, in dem die Bindung der Liebe an die Tugend im Namen der Sprache des Herzens aufgegeben wurde.
Charlotte von Stein merkte zur zweiten Version des Schauspiels an:

„Neulich wurde seine alte Stella gegeben; er hat aus dem Drama eine Tragödie gemacht. Es fand aber keinen Beifall. Fernando erschießt sich, und mit dem Betrüger kann man kein Mitleid haben. Besser wäre es gewesen, er hätte [nur] Stella sterben lassen; doch nahm er mirs sehr übel, als ich dies tadelte.“

- Ästheten werfen dem Stück formale Schwächen vor, und Moralisten führen immer wieder Moralgründe gegen das Stück ins Feld. Trotzdem erwies es sich „bis heute als eminent spielbar.“[5]
- Wilhelm Wilmanns vergleicht zwei Figuren – die Stella mit der Belinde aus la Morale du monde ou Conversations der Scudéry (in den 1680er Jahren publiziert).[6]

## Hörspiele
- SÜFRAG 1925: Stella, Regie und Sprecher: Gerd Fricke
- SÜRAG 1926: Stella, Regie: Karl Köstlin
- MIRAG 1928: Stella, Regie: Josef Krahé
- SWF 1946: Stella, Regie: Karl Peter Biltz
- BR 1949: Stella, Regie: Heinz-Günter Stamm
- SDR 1952: Stella, Regie: Paul Hoffmann
- 1952: HR 1952: Stella, Regie: Walter Knaus
- SWR/MDR 2006 Stella, Bearbeitung und Regie: Leonhard Koppelmann

## Vertonungen
- Ernst Krenek: [Erster] Monolog der Stella, Konzertarie für Sopran und Orchester op. 57a (1928). Wien: Universal Edition.
- Aribert Reimann: „Der Blick war’s, der mich ins Verderben riss.“ Zweiter Monolog der Stella aus dem gleichnamigen Schauspiel von Johann Wolfgang von Goethe für Sopran und Klavier (2013). Mainz: Schott, 2014, ISMN 979-0-001-15939-5.

## Filme
- Thomas Langhoff: Stella, 1982 (Frei nach Goethe)